# 1573
- Wikisource

| Calendário gregoriano                                                        | 1573 MDLXXIII                                         |
| Ab urbe condita                                                              | 2326                                                  |
| Calendário arménio                                                           | 1022 – 1023                                           |
| Calendário bahá'í                                                            | -271 – -270                                           |
| Calendário budista                                                           | 2117                                                  |
| Calendário chinês                                                            | 4269 – 4270 Início a 2 de fevereiro (aproximadamente) |
| Calendário copta                                                             | 1289 – 1290                                           |
| Calendário etíope                                                            | 1565 – 1566                                           |
| Calendários hindus - Vikram Samvat - Calendário nacional indiano - Cáli Iuga | 1628 – 1629 1494 – 1495 4673 – 4674                   |
| Calendário Holoceno                                                          | 11573                                                 |
| Calendário islâmico                                                          | 981 – 982                                             |
| Calendário judaico                                                           | 5333 – 5334                                           |
| Calendário persa                                                             | 951 – 952                                             |
| Calendário rúnico                                                            | 1823                                                  |
| Calendário solar tailandês                                                   | 2116                                                  |

1573 (MDLXXIII, na numeração romana) foi um ano comum do século XVI do calendário juliano, da Era de Cristo, e a sua letra dominical foi D (53 semanas), teve início a uma quinta-feira e terminou também a uma quinta-feira.
| Ano completo                        |
| ----------------------------------- |
| Ano comum com início à quinta-feira |

## Eventos
- O Sultanato de Guzarate é anexado pel Império Mogol.
- Edificação do Forte de Santo António do Porto Judeu, na ilha Terceira, Açores.[1]
- Ataque de corsários franceses à ilha de Santa Maria, Açores.
- 27 de janeiro — Elevação de Lagos, Portugal, à categoria de cidade.
- 10 de março — Doação da capitania da ilha do Faial e da ilha do Pico, Açores a D. Francisco de Mascarenhas.
- 20 de abril — Confirmação da doação da capitania da ilha Graciosa, Açores a D. Fernando Coutinho.
- 22 de novembro — Fundação da cidade de Niterói, no estado do Rio de Janeiro, pelo cacique Arariboia.
- 7 de dezembro — Confirmação da doação da capitania da ilha de Santa Maria, Açores a Pedro Soares de Sousa.

## Nascimentos
- 13 de abril — Cristina de Holstein-Gottorp, esposa do rei Carlos IX da Suécia (m. 1625)
- 26 de abril — Maria de Médicis, esposa do rei Henrique IV de França  (m. 1642).
- Antão de Almada, 7.º conde de Avranches, embaixador português a Inglaterra e um dos Quarenta Conjurados (m. 1644).

## Mortes
- 7 de julho — Giacomo Vignola, arquitecto italiano (n. 1507).
- André de Resende, humanista português (n. 1500).
- Lourenço Pires de Távora, militar e diplomata português (n. 1510).

## Por tema
- 1573 no Brasil